# 国民党 (タイ)
国民党（こくみんとう、タイ語:พรรคชาติไทย）は、タイ王国に存在した政党。
1974年に結成された老舗の保守政党でタイ語表記を借用した「チャート・タイ党」という名前でも知られる。なお英語表記は Thai Nation Party 、華字表記は「泰國黨」となり、日本語でのニュアンスとは若干異なる（単に「国民党」と呼ばれることもあるが、上記の理由から「タイ国の党」というニュアンスもあると分かる）。
1988年にはチャートチャーイ・チュンハワンを、1995年にはバンハーン・シラパアーチャーを、それぞれ首相として輩出した。
2001年下院総選挙後にはタクシン・シナワットを首相とするタイ愛国党主導の連立政権に参加したが、その後に愛国党に合流していった新希望党や国家開発党などと異なり一部派閥が移籍しただけで党本体はバンハーンの意向で解党・合流せず、党を存続させた。2005年総選挙後は、愛国党がタイ政治史上初の単独政権を樹立したため下野。無効となった2006年総選挙では、他の野党とならび選挙ボイコットに加わった。2007年12月の総選挙では37議席を獲得し、選挙後は、事実上、愛国党を引き継いだ人民の力党が主導するサマック政権に参加した。
バンハーンが党首を務めていた2008年12月2日、先の総選挙において党ぐるみの選挙違反があったとして人民の力党・中道主義党とともに解党を命じる判決が憲法裁判所で出された。タイ国民発展党が後継政党となっている。